# پلاتس
پلاتس (به آلمانی: Plaaz) یک شهر در آلمان است که در Rostock District واقع شده‌است. پلاتس ۸۴۹ نفر جمعیت دارد.